# Marco Ferreri
Marco Ferreri (Milaan, 11 mei 1928 – Parijs, 9 mei 1997) was een Italiaans regisseur.

## Biografie
Ferreri deed zijn eerste ervaringen als filmmaker op in de Italiaanse reclamewereld. In de jaren '50 ging hij naar Spanje, waar hij kennismaakte met de humorist Rafael Azcona. Terug in zijn vaderland legde hij zich toe op non-conformistische films, die sociale conventies ter discussie stelden.
In het buitenland brak Ferreri in 1973 door met La Grande Bouffe, een satirische tragikomedie die de draak stak met het consumentisme van de decadent geworden bourgeoisie. Deze Italiaans-Franse coproductie veroorzaakte een schandaal op het Filmfestival van Cannes en deed ook de kassa rinkelen. Ondertussen is de film uitgegroeid tot een cultfilm.
Ferreri werd meermaals bekroond. Hij won onder meer drie keer de Nastro d'argento voor het beste onderwerp. In 1982 behaalde Ferreri voor zijn veelvuldig bekroonde, genomineerde en op het gelijknamig werk van Charles Bukowski geënte drama Storie di ordinario follia zowel de David di Donatello per il miglior regista als de Nastro d'argento voor beste regisseur.
Ferreri werkte regelmatig samen met de fine fleur van de Italiaanse (Marcello Mastroianni, Ugo Tognazzi, Claudia Cardinale, Ornella Muti, ...) en Franse acteurs (Michel Piccoli, Philippe Noiret, Gérard Depardieu, Annie Girardot, Catherine Deneuve, ...) van de jaren zestig-zeventig-tachtig.
Ferreri stierf in 1997 op bijna 69-jarige leeftijd in Parijs aan een hartaanval.

## Filmografie
- 1959 - Los chicos
- 1959 - El pisito
- 1960 - El cochecito
- 1961 - Le italiane e l'amore
- 1963 - L'ape regina
- 1963 - La donna scimmia
- 1964 - Controsesso
- 1965 - Oggi, domani, dopodomani (anthologiefilm, episode L'uomo dei cinque palloni of Break-up)
- 1966 - Marcia nuziale (anthologiefilm)
- 1967 - L'harem
- 1969 - Dillinger è morto
- 1969 - Il seme dell'uomo
- 1972 - Liza (La cagna)
- 1972 - L'udienza
- 1973 - La Grande Bouffe
- 1974 - Touche pas à la femme blanche!
- 1976 - L'ultima donna (La Dernière Femme)
- 1978 - Ciao maschio
- 1979 - Chiedo asilo
- 1981 - Storie di ordinario follia
- 1983 - Storia di Piera
- 1984 - Il futuro è donna
- 1986 - I Love You
- 1988 - Come sono buoni i bianchi
- 1991 - La casa del sorriso
- 1991 - La carne
- 1993 - Diario di un vizio
- 1996 - Nitrato d'argento